# Sándor Gujdár
Sándor Gujdár (ur. 8 listopada 1951 w Szentes) – węgierski piłkarz grający na pozycji bramkarza. W swojej karierze rozegrał 25 meczów w reprezentacji Węgier.

## Kariera klubowa
Karierę piłkarską Gujdár rozpoczął w klubie Szentesi Kinizsi. Następnie podjął treningi w SZEOL AK. W sezonie 1970/1971 zadebiutował w jego barwach w pierwszej lidze węgierskiej. W 1971 roku spadł z nim do drugiej ligi, ale już w 1972 roku ponownie grał w pierwszej lidze.
W 1974 roku Gujdár przeszedł do Honvédu Budapeszt. W sezonie 1974/1975 wywalczył wicemistrzostwo Węgier, a w sezonie 1976/1977 zdobył Puchar Węgier. W sezonie 1977/1978 ponownie został z Honvédem wicemistrzem kraju, a w 1980 roku - mistrzem. W Honvédzie grał do końca sezonu 1981/1982.
W 1982 roku Gujdár wyjechał do Grecji i przez dwa sezony bronił barw Arisu Saloniki. Natomiast w latach 1986-1989 występował w austriackim amatorskim klubie SC Ostbahn XI, w którym zakończył karierę.

## Kariera reprezentacyjna
W reprezentacji Węgier Gujdár zadebiutował 27 marca 1976 roku w wygranym 2:0 towarzyskim meczu z Argentyną. W 1978 roku został powołany do kadry na Mistrzostwa Świata w Argentynie. Na Mundialu zagrał w dwóch meczach: z Argentyną (1:2) i z Francją (1:3). Od 1976 do 1979 roku rozegrał w kadrze narodowej 25 meczów.
| Mecze i gole w reprezentacji | Mecze i gole w reprezentacji | Mecze i gole w reprezentacji | Mecze i gole w reprezentacji | Mecze i gole w reprezentacji | Mecze i gole w reprezentacji | Mecze i gole w reprezentacji |
| #                            | Data                         | Stadion                      | Rywal                        | Wynik                        | Gol                          | Rozgrywki                    |
| 1976                         | 1976                         | 1976                         | 1976                         | 1976                         | 1976                         | 1976                         |
| ---------------------------- | ---------------------------- | ---------------------------- | ---------------------------- | ---------------------------- | ---------------------------- | ---------------------------- |
| 1.                           | 27.03.1976                   | Budapeszt, Węgry             | Argentyna                    | 2:0                          | 0                            | towarzyski                   |
| 2.                           | 17.04.1976                   | Banja Luka, Jugosławia       | Jugosławia                   | 0:0                          | 0                            | towarzyski                   |
| 3.                           | 22.05.1976                   | Budapeszt, Węgry             | Francja                      | 1:0                          | 0                            | towarzyski                   |
| 4.                           | 08.09.1976                   | Sztokholm, Szwecja           | Szwecja                      | 1:1                          | 0                            | towarzyski                   |
| 1977                         |                              |                              |                              |                              |                              |                              |
| 5.                           | 22.02.1977                   | Meksyk, Meksyk               | Meksyk                       | 1:1                          | 0                            | towarzyski                   |
| 6.                           | 27.02.1977                   | Buenos Aires, Argentyna      | Argentyna                    | 1:5                          | 0                            | towarzyski                   |
| 7.                           | 15.03.1977                   | Teheran, Iran                | Iran                         | 2:0                          | 0                            | towarzyski                   |
| 8.                           | 27.03.1977                   | Alicante, Hiszpania          | Hiszpania                    | 1:1                          | 0                            | towarzyski                   |
| 9.                           | 13.04.1977                   | Budapeszt, Węgry             | Polska                       | 2:1                          | 0                            | towarzyski                   |
| 10.                          | 20.04.1977                   | Budapeszt, Węgry             | Czechosłowacja               | 2:0                          | 0                            | towarzyski                   |
| 11.                          | 30.04.1977                   | Budapeszt, Węgry             | ZSRR                         | 2:1                          | 0                            | el. MŚ 1978                  |
| 12.                          | 18.05.1977                   | Tbilisi, ZSRR                | ZSRR                         | 0:2                          | 0                            | el. MŚ 1978                  |
| 13.                          | 28.05.1977                   | Budapeszt, Węgry             | Grecja                       | 3:0                          | 0                            | el. MŚ 1978                  |
| 14.                          | 05.10.1977                   | Budapeszt, Węgry             | Jugosławia                   | 4:3                          | 0                            | towarzyski                   |
| 15.                          | 12.10.1977                   | Budapeszt, Węgry             | Szwecja                      | 3:0                          | 0                            | towarzyski                   |
| 16.                          | 29.10.1977                   | Budapeszt, Węgry             | Boliwia                      | 6:0                          | 0                            | el. MŚ 1978 - baraż          |
| 17.                          | 30.11.1977                   | La Paz, Boliwia              | Boliwia                      | 3:2                          | 0                            | el. MŚ 1978 - baraż          |
| 1978                         |                              |                              |                              |                              |                              |                              |
| 18.                          | 15.04.1978                   | Budapeszt, Węgry             | Czechosłowacja               | 2:1                          | 0                            | towarzyski                   |
| 19.                          | 24.05.1978                   | Londyn, Anglia               | Anglia                       | 1:4                          | 0                            | towarzyski                   |
| 20.                          | 02.06.1978                   | Buenos Aires, Argentyna      | Argentyna                    | 3:0                          | 0                            | MŚ 1978                      |
| 21.                          | 10.06.1978                   | Mar del Plata, Argentyna     | Francja                      | 1:3                          | 0                            | MŚ 1978                      |
| 22.                          | 20.09.1978                   | Helsinki, Finlandia          | Finlandia                    | 1:2                          | 0                            | el. ME 1980                  |
| 23.                          | 15.11.1978                   | Frankfurt nad Menem, RFN     | RFN                          | 0:0                          | 0                            | towarzyski                   |
| 1979                         |                              |                              |                              |                              |                              |                              |
| 24.                          | 12.09.1979                   | Nyíregyháza, Węgry           | Czechosłowacja               | 2:1                          | 0                            | towarzyski                   |
| 25.                          | 26.09.1979                   | Wiedeń, Austria              | Austria                      | 1:3                          | 0                            | towarzyski                   |